# ポール・オラニエ
ポール・オラニエ (Paul Aulagnier, 1943年5月25日 – 2021年5月6日)は、フランス人のカトリック聖伝主義の司祭である。かつては聖ピオ十世会の会員であったが、その後「善き牧者会」（英語: Institute of the Good Shepherd, フランス語: Institut du Bon Pasteur) の共同創設者の一人となった。「善き牧者会」とは、教皇と完全に交わりつつトリエント・ミサを執行する修道会である。

## 経歴
オラニエは長じて Clermont Auvergne University に通い、その後教皇庁立フランス神学校（Pontifical French Seminary）に入学した。 その後、ローマ・カトリック教会のクレルモン大司教区（
Roman Catholic Archdiocese of Clermont）で司祭に叙階された。 第2バチカン公会議に強く反対していたオラニエは、同じく第2バチカン公会議の批判者であるマルセル・ルフェーブルと知己を得た。 ルフェーブルが聖ピオ十世会を設立すると、オラニエはルフェーブルの最も忠実な仲間の一人となり、1976年から1994年まで SSPX の中央フランスの管区長を務めた。
オラニエは2004年、長上に反して Personal Apostolic Administration of Saint John Mary Vianney およびバチカン間の協定を支持したために、SSPX から除名された。その後、2006年の良き牧者会の創立に協力した。バチカンによって認可された善き牧者会の設立条件の一つは、「聖ピオ5世のミサ」即ちトリエント・ミサのみを執行し、第2バチカン公会議の改革の多くに反対して建設的かつ神学的な批評を提供することであった。
2019年6月、オラニエはペリゴールの Thiviers で20年間放置されていたサン＝ポール修道院を購入し、霊的黙想会の会場と、善き牧者会の一部を成す予備神学生 (pre-seminarians) のための訓練所を設立した。

## 意見
オラニエは頻繁に民主主義を批判し、君主制を擁護する発言をした。まだ聖ピオ十世会に所属していた2001年に、ベルギー（立憲君主制）の教区で奉仕していた際の発言（「私は共和国を嫌い、民主主義を憎んでいるため、ブリュッセルに来られてうれしい」）が、同会の定期刊行物で引用された。
聖ピオ十世会から追放された後も、オラニエは同会の聖伝主義者としての見解を擁護した。2013年に Montfort Cultural Association より、ルフェーブル大司教の聖伝主義者的主張を擁護するポーランド語の本を出版した。

## 参照
1. ↑  “Father Violette's Letters to the Faithful”. fsspx.com.  聖ピオ十世会カナダ管区 (2003年12月). 2023年7月7日閲覧。
2. ↑  “Notre charisme” (フランス語). Institut du Bon Pasteur. 2020年3月10日閲覧。
3. ↑  “Dordogne : à Thiviers, des catholiques traditionalistes restaurent le couvent Saint-Paul” (French). France3 (2020年1月3日). 2020年7月1日閲覧。
4. ↑  “A Herança Doutrinária de D. Marcel Lefebvre” (ポルトガル語). Livraria Montfort. 2020年3月10日閲覧。